# Payne Stewart
William Payne Stewart (Springfield, 30 de janeiro de 1957 - Dakota do Sul, 25 de outubro de 1999) foi um jogador norte-americano de golfe profissional. Depois sua graduação de Southern Methodist University, Stewart se associou com o PGA.

## Biografia
Ganhou onze provas, incluindo o campeonato do PGA em 1989, os Internacionais de Estados Unidos em 1991 e 1999. Representou aos Estados Unidos em cinco equipes da Copa Ryder e a Copa Mundial. Ganhou o Troféu do Rei Hassan II de Marrocos.
Stewart morreu no dia 25 de outubro de 1999 num desastre de avião em Dakota do Sul. O avião saiu de Orlando com destino a Dallas, mas houve despressurização da cabine e todos a bordo ficaram inconscientes. O avião voou  durante 4 horas e caindo no Estado de Dakota do Sul, quando acabou o combustível.
Stewart foi introduzido no Hall da Fama do Golfe Mundial em 2001.